# Jaskinie w Czarnych Działach
Jaskinie w Czarnych Działach – zespół jaskiń i schronów na Czarnych Działach w Paśmie Łysiny w Beskidzie Małym. Znajdują się na południowych stokach Czarnych Działów, nieco poniżej ich wierzchołka. Prowadzi do nich znakowany szlak turystyczny. Jest tutaj duże Osuwisko w Czarnych Działach, w obrębie którego znajduje się ściana skalna, rów, luźne głazy i jaskinie. Znajduje się na wysokości około 750–800 m n.p.m. Pod względem administracyjnym obszar ten znajduje się we wsi Ślemień w województwie śląskim, w powiecie żywieckim, w gminie Ślemień. Do kompleksu jaskiń i schronów należą
- Jaskinia Czarne Działy Pierwsza – długość 55 m, deniwelacja 7 m. Składa się z trzech części.
- Jaskinia Czarne Działy Druga – długość 54 m, deniwelacja 10 m. Otwór wejściowy wąski, niepozorny, w postaci studni.
- Jaskinia Czarne Działy Trzecia – długość 64 m, deniwelacja 9 m. Składa się z dwóch części. Dno zawalone rumoszem, otwór wejściowy o kształcie trójkąta.
- Schronisko Czarne Działy Czwarte – prosta szczelina o długości 3 m, otwór wejściowy niepozorny.
- Dziura pod Bukiem – ma otwór wejściowy przy pniu buka i długość 11 m. Jest łatwa do zwiedzania.
- Jaskinia Lodowa w Czarnych Działach – 20 m długości, deniwelacja 4 m.
- Duży Okap w Czarnych Działach
- Mały Okap w Czarnych Działach

Jaskinie te znane były miejscowej ludności, w literaturze fachowej brak jednak było o nich wzmianki, do czasów zbadania ich i opisania przez speleologów z klubu w Bielsku-Białej w latach 70. XX wieku.
Największe z tych jaskiń (Jaskinia w Czarnych Działach I i Jaskinia w Czarnych Działach II) od 1993 r. są chronione prawnie jako pomniki przyrody.

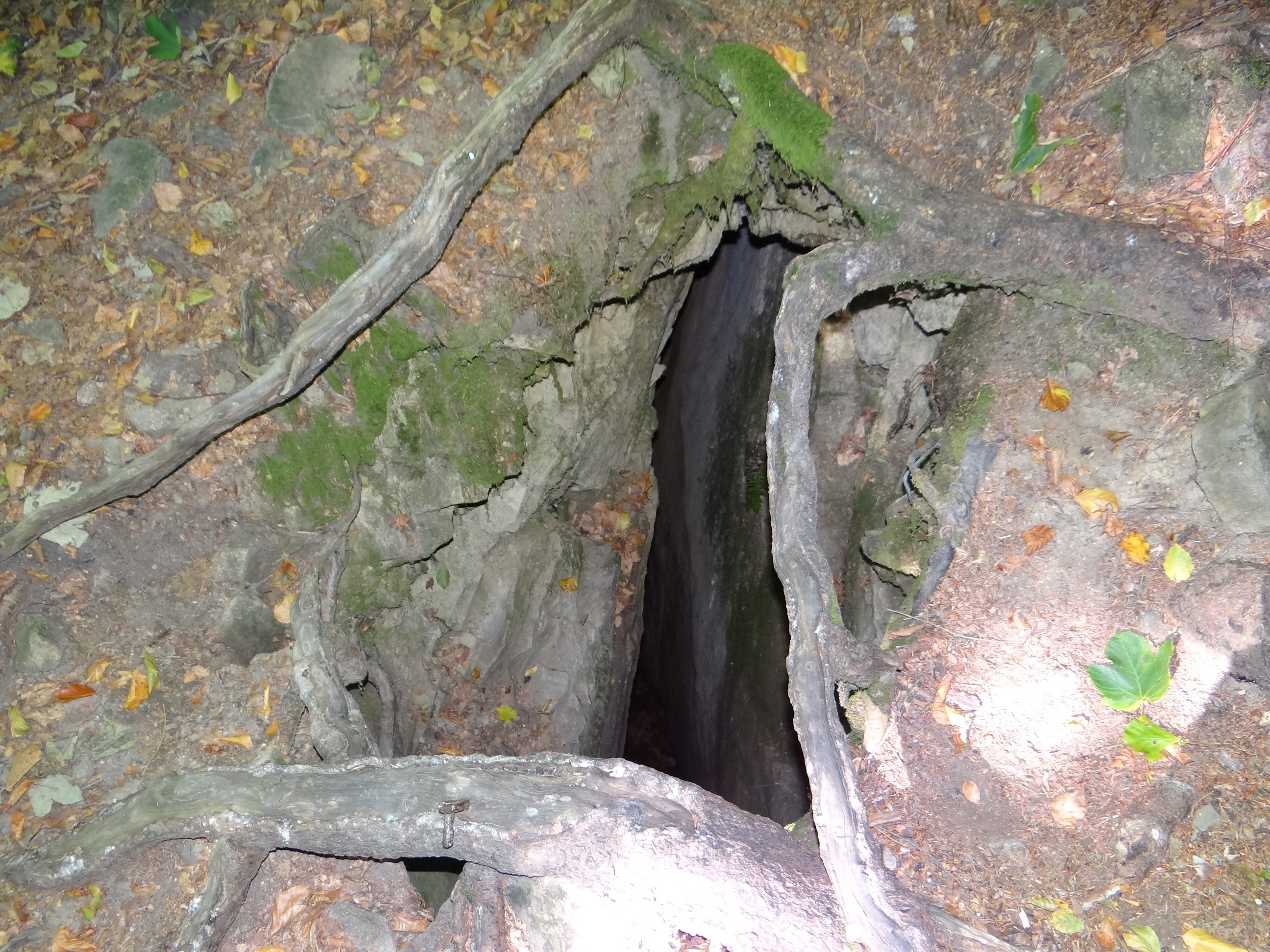
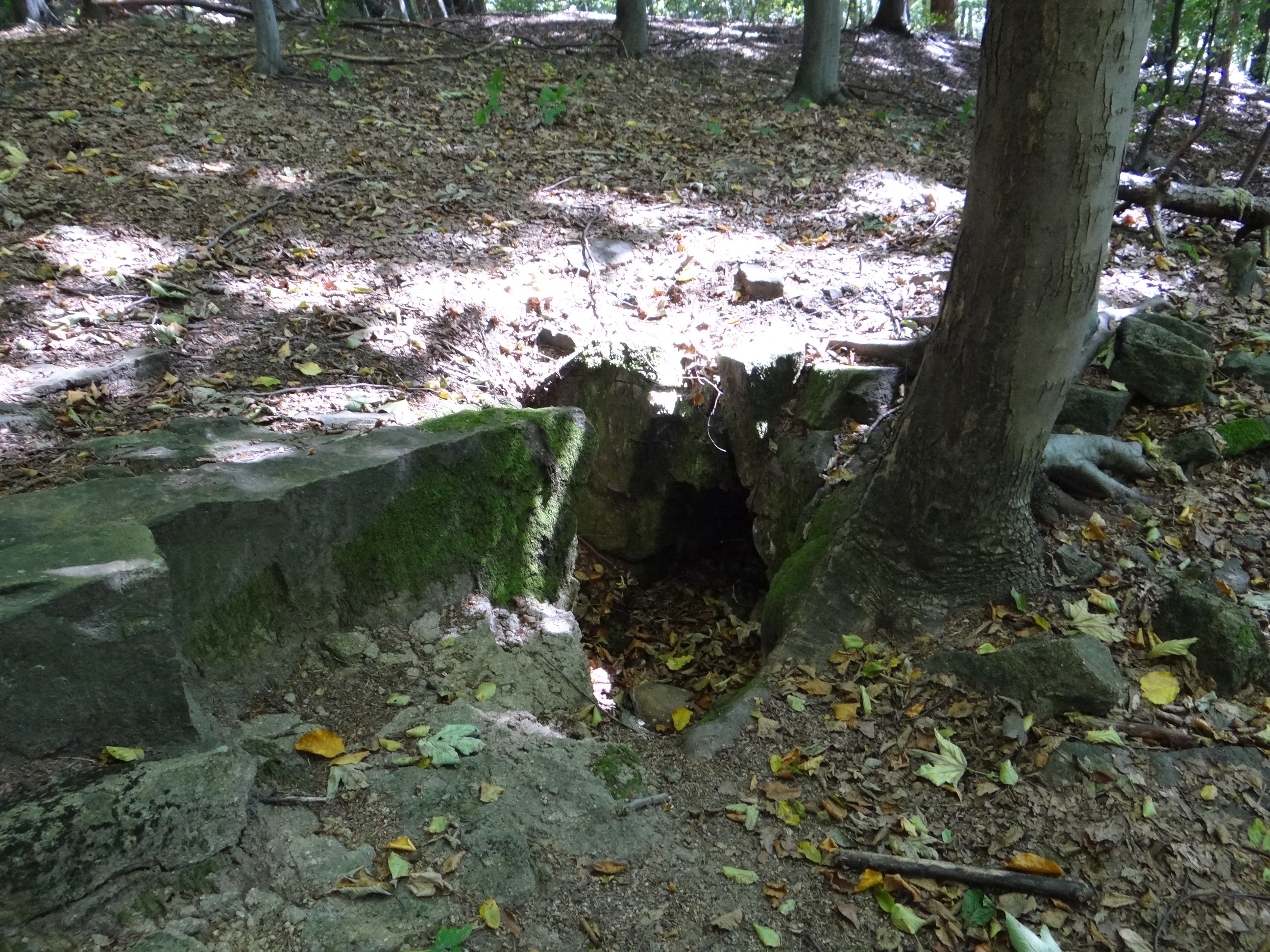
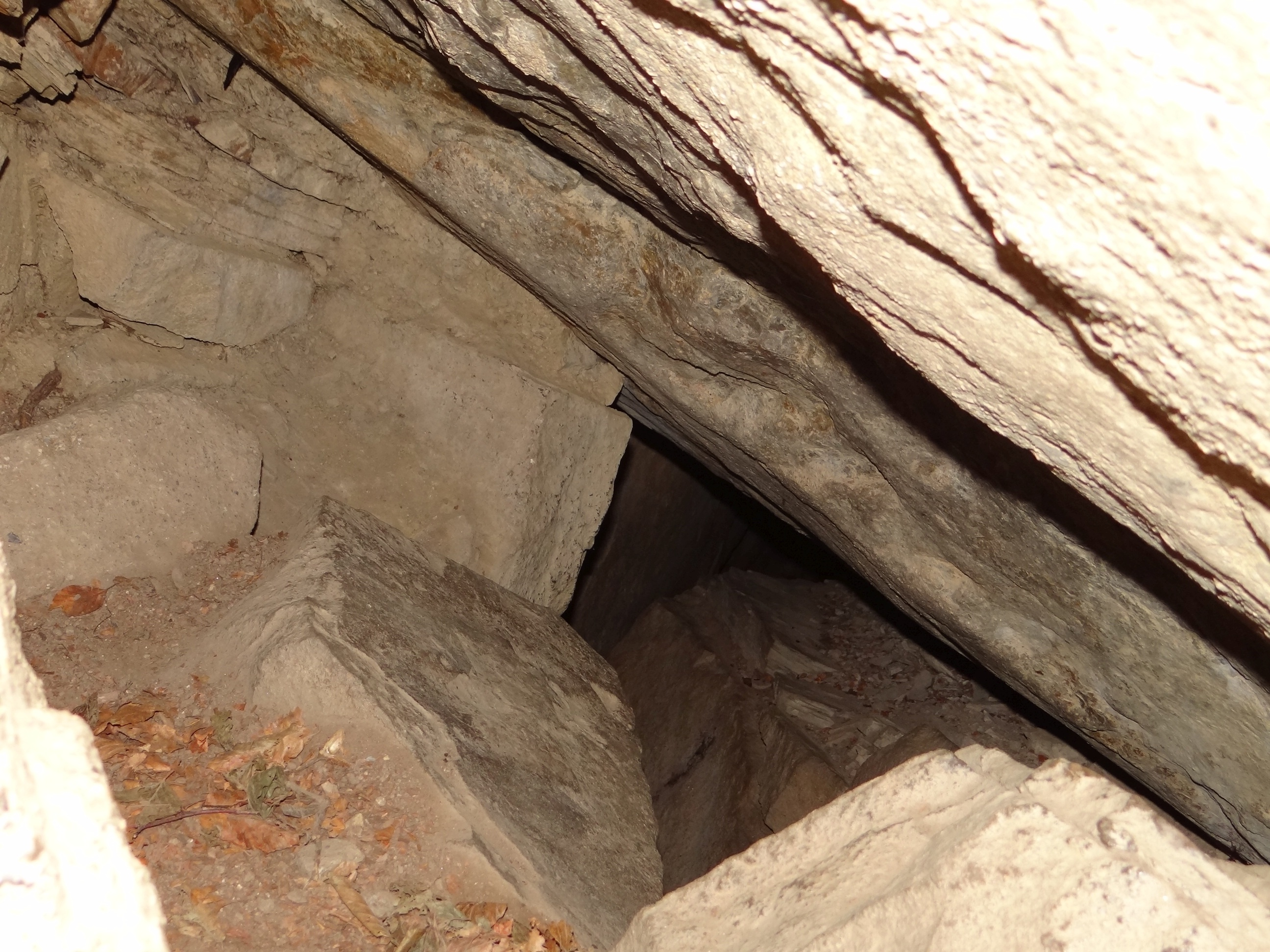